# West Crewkerne
West Crewkerne är en civil parish i Storbritannien.   Den ligger i grevskapet Somerset och riksdelen England, i den södra delen av landet, 200 km väster om huvudstaden London.